# Тери Џоунс
Теренс Грејам Пари Џоунс (енгл. Terence Graham Parry Jones; Колвин Беј, 1. фебруар 1942 — Лондон, 21. јануар 2020) био je велшки комичар, сценариста, глумац, режисер, писац, аутор историјских документараца. Најпознатији је као један од чланова комичарске групе Монти Пајтон.
Један астероид 9622 Terryjones назван је у његову част.

## Биографија
Тери Џоунс је рођен на источној обали Велса, у Колвин Беју. Отац му је био Велшанин, а мајка Енглескиња. Кад је Тери имао непуних пет година, породица се преселила, у Сари, у Енглеску. Тамо је Тери похађао Краљевску гимназију (Royal Grammar School) у Гилфорду. Био је одличан ученик и капитен репрезентације у рагбију. У средњошколским данима је почео да се занима и за глуму. Дипломирао је енглески језик на факултету St Edmund Hall унутар Оксфордског универзитета.
Године 1970, је оженио Алисон Телфер и са њом има двоје деце, Сали (1974) и Била (1976). Тери и Алисон су се развели због Ане Содерструм, с којом је Тери добио ћерку Сури (2009), а Тери и Ана су се 2012. године и венчали.

## Каријера
За време студирања Џоунс је упознао Мајкла Пејлина с којим је још тада заједно писао разна позоришна дела.
Након завршетка факултета радио је на телевизији. С Пејлином је сарађивао на хумористичним емисијама Двапут у две недеље (Twice a Fortnight) и Потпуна и крајња историја Британије (The Complete and Utter History of Britain), а на емисији Не подешавајте свој телевизор (Do Not Adjust Your Set), осим са Пејлином, радио је и са Ериком Ајдлом, такође будућим чланом групе Монти Пајтон.

### Монти Пајтон
На телевизијској серији Летећи циркус је, такође, сарађивао са Пејлином. У почетку су скечеве писали заједно, а касније су наставили помагати један другоме. Један од најпознатијих Џоунсових скечева је био скеч са господином Креосотеом, гротескно дебелим човеком који за време вечере у ресторану обилно повраћа, а на крају се преједе и експлодира. Успешан је био и у улогама средовечних жена, а често је глумио и старије мушкарце из више класе. Осим тога, радио је на међусобном повезивању скечева и шала, претварајући тако појединачне делове емисије у веће целине.
Џоунс је показивао интересовања према режирању, а касније се и сам опробао као режисер. Режирао је Житије Брајаново, а на Смислу живота и Светом гралу је сарађивао са Теријем Гилијамом.
Џоунс је сматрао да комедије, поред духовитог дела, треба да буду и визуелно импресивне. Тврдио је да интересантне поставке доприносе хумору, а не одвлаче од њега. Његове идеје су остварене у многим скечевима са Пејлином, а послужили су многим будућим телевизијским комичарима који су се одвојили од конвенционалних снимања емисија у студију. Међу првим таквим емисијама заснованим на Џоунсовим иновацијама са сценографијом, биле су Зелено крило (Green Wing), Мала Британија (Little Britain), Лига господе (џентлмена) (The League of Gentlemen).
Сарађивао је са Грејамом Чепменом, Џоном Клизом, Керол Кливленд, Теријем Гилијамом, Ериком Ајдлом, Нејлом Инес, Чарлсом Мекјуеном, Мајклом Пејлином и Џоном Млађим.

### Након Пајтона
Након завршетка серије Летећи циркус Монтија Пајтона 1974. године, Џоунс је продужио да ради са Пејлином на серији Изврсно предиво. Написао је сценарио за филм Лавиринт (филм) из 1968. године, режирао је филмове Ерик викинг (1989) и Ветар у врбама (1996).
Писао је књиге о средњовековној и античкој историји и по њима правио документарце: 2004. је снимио Средњовековни животи (Terry Jones' Medieval Lives), a 2006. Варвари (Terry Jones' Barbarians). У овим филмовима је желео да разбије неке историјске митове, као што су популарно схватање средњег века, као и културна достигнућа Варвара у Античком добу. Написао је и бројне књиге за децу, а за новине The Guardian, The Daily Telegraph и The Observer писао је чланке у којима је критиковао модерну британску политику за време владавине Тонија Блера.
Био је аутор и копродуцент анимираног телевизијског програма Крварећи змајеви (Blazing Dragons) који је трајао две сезоне. Радња серије је била постављена у научно-фантастични средњи век, а тема серије су били змајеви који су опседнути злим људима. Пре емитовања серије на америчкој телевизији, неколико епизода је цензурисано због псовки и наглашено исфеминизираног јунака, господина Блејза. Серија је послужила за игрицу Сега Сатурн 1994. године, за коју је Тери позајмио и свој глас.

## Документарне серије
- Крсташки ратови (Crusades), 1995.
- Средњовековне иновације (Ancient Inventions), 1998.
- Изненађујућа историја Египта (The Surprising History of Egypt), 2002, САД, тј. Скривена историја Рима (The Hidden History of Rome ), 2003, ВБ (режија - Фил Грабски)
- Изненађујућа историја Рима (The Surprising History of Rome), 2002, САД, тј. Скривена историја Рима (The Hidden History of Rome ), 2003, ВБ (режија - Фил Грабски)
- Изненађујућа историја секса и љубави (The Surprising History of Sex and Love), 2002, (режија - Алан Ерира и Фил Грабски)
- Тери Џоунс, Средњовековни животи (Terry Jones' Medieval Lives), 2004.
- Прича једног (The Story of One), 2005.
- Тери Џоунс, Вервари (Terry Jones' Barbarians) 2006.
- Тери Џоунс, Мистерија велике мапе (Terry Jones' Great Map Mystery) 2008.